# Авангард (футбольный клуб, Подольск)
«Аванга́рд» — бывший российский футбольный клуб из Подольска. В сезоне 2008 года клуб занял первое место в Первенстве России среди ЛФК (Московская область) и получил право выступать во Втором дивизионе.
3 декабря 2010 года генеральный директор футбольного клуба «Витязь» Юрий Михайлович Поляков объявил об объединении двух подольских клубов — «Витязя» и «Авангарда».

## Прежние названия
- 2001—2005: «Витязь‑2»
- 2006—2007: «ЗИО‑Подольск»
- 2008—2010: «Авангард»

## Стадионы
- С 2006 по 2008 годы, когда клуб получил самостоятельный статус, домашние матчи проводил на стадионе «Зенит». В 2009—2010 годах матчи проводил на стадионах «Труд» и «Планета».

## Достижения
- Обладатель Кубка Федерации Футбола Московской области (2):2006, 2007.
- Обладатель Кубка ЛФК: 2007.
- Победитель зоны «Подмосковье», ЛФЛ: 2008.
- 3-е место во Втором дивизионе, зона «Центр»: 2009.
- Выход в 1/8 Кубка России: 2009/10.

## Рекорды клуба
Самая крупная победа
ЛФЛ:
11:3 — «Лобня-Алла-2» (Лобня) (2006)
9:1 — «Текс» (Ивантеевка) (2008)
Второй дивизион:
5:0 — «Ника» (Москва) (2009)
Самое крупное поражение
ЛФЛ:
1:3 — «Истра» (2007), «Фортуна» (Мытищи) (2008).
Второй дивизион:
0:4 — «Авангард» (Курск) (2009)

## Статистика выступлений
| Сезон | Лига                                            | Место | Кубок | Бомбардир                   | Примечания               |
| ----- | ----------------------------------------------- | ----- | ----- | --------------------------- | ------------------------ |
| 2001  | КФК России, зона «Московская область»           | 6     | —     |                             |                          |
| 2002  | КФК России, зона «Московская область»           | 6     | —     |                             |                          |
| 2003  | Первенство города                               | 1     | —     |                             |                          |
| 2003  | КФК России, зона «Московская область», группа А | 12    | —     |                             |                          |
| 2004  | ЛФЛ России, зона «Московская область», группа А | 8     | —     |                             |                          |
| 2005  | ЛФЛ России, зона «Московская область», группа А | 14    | —     |                             |                          |
| 2006  | ЛФЛ России, зона «Московская область», группа А | 4     | —     | Дмитрий Чесноков — 11 мячей |                          |
| 2007  | ЛФЛ России, зона «Московская область», группа А | 4     | —     | Валерий Леничко — 14 мячей  |                          |
| 2008  | ЛФЛ России, зона «Московская область», группа А | 1     | —     | Дмитрий Чесноков — 14 мячей |                          |
| 2008  | ЛФЛ России, Финал                               | 4     | 1/512 |                             | Выход во Второй дивизион |
| 2009  | Второй дивизион, зона «Центр»                   | 3     | 1/8   | Виктор Свистунов — 10 мячей |                          |
| 2010  | Второй дивизион, зона «Центр»                   | 5     | 1/128 | Виктор Свистунов — 10 мячей | Объединён с ФК «Витязь»  |

В 2012 году была образована футбольная школа ФК «Авангард», в 2014 году преобразована в «Академию футбольного мастерства „Авангард“».